# روب بيانكي
روب بيانكي (بالهولندية: Rob Bianchi)‏ (و. 1948 – م) هو لاعب كرة قدم، من مملكة هولندا، ولد في أمستردام.